# California Sun
"California Sun" es una canción de rock escrita por Henry Glover y grabada por primera vez por el cantante estadounidense de Rhythm and blues Joe Jones. Henry Glover aparece acreditado en el sencillo original de 45 rpm como compositor, aunque el nombre del propietario de Roulette Records, Morris Levy, a veces aparece incorrectamente acreditado en las reediciones. En 1961, Roulette publicó la canción con "Please Don't Talk About Me When I'm Gone" como cara B. El sencillo alcanzó el puesto 89 en la lista Hot 100 de Billboard.

## Versión de The Rivieras
La versión más exitosa de la canción fue lanzada por The Rivieras en 1963 y se convirtió en el mayor éxito del grupo en su corta carrera. Esta canción se registró durante su primera sesión de grabación en los Columbia Recording Studios de Chicago en 1963 (comprados por el manager Bill Dobslaw). La formación para esta sesión incluyó a Marty Fortson en voz y guitarra rítmica, Joe Pennell en la guitarra principal, Doug Gean en el bajo, Otto Nuss en el órgano Vox Continental y Paul Dennert en la batería. El sencillo original incluía la canción "Played On" como cara A y "California Sun" como cara B y fue lanzado en el sello discográfico Riviera, propiedad de Bill Dobslaw, en 1963. El disc-jockey de radio Art Roberts se aseguró de poner en airplay la canción "California Sun" a través de la emisora WLS. En respuesta al creciente éxito, Bill Dobslaw consiguió para la banda un contrato de distribución nacional con USA Records, y el sencillo se distribuyó a todo Estados Unidos con "HB Goose Step" como cara B.
La canción entró en las listas el 25 de enero de 1964, alcanzando el puesto número cinco en la lista Billboard Hot 100 de Estados Unidos. Permaneció en las listas un total de 10 semanas. La canción fue aclamada además como el último éxito del rock and roll estadounidense antes de la invasión británica. Poco después del lanzamiento del sencillo, la banda experimentó problemas internos cuando Fortson y Pennell se alistaron en el Ejército, además de varios cambios de formación posteriores. En 1964 se regrabó la canción con nueva letra, titulada "Arizona Sun", pero no se publicó hasta el año 2000 en la recopilación Let's Stomp with The Rivieras. Unissued 1964 Recordings. "California Sun" fue incluida en el álbum debut de la banda, Let's Have a Party. Una versión posterior fue lanzada ese mismo año como "California Sun '65" en su segundo y último álbum, Campus Party.
La canción se utilizó en la película Good Morning, Vietnam de 1987, así como en el álbum de banda sonora. También apareció en la película biográfica de 1991 The Doors. Es una de las muchas canciones relacionadas con California que se reproducen en "Sunshine Plaza" en el Disney California Adventure original. y también se puede escuchar como parte del bucle de música de fondo en el parque acuático Typhoon Lagoon de Disney. Su versión también se utilizó como canción promocional para el All-Star de las Grandes Ligas de Béisbol de 2010 que tuvo lugar en el Angel Stadium, sede de Los Angeles Angels.

### Posicionamiento en listas
| Lista (1964)                       | Posición |
| ---------------------------------- | -------- |
| Canadá ( CHUM Hit Parade )         | 3        |
| Alemania                           | 15       |
| Nueva Zelanda ( Lever Hit Parade ) | 6        |
| Estados Unidos Billboard Hot 100   | 5        |

## Versión de los Ramones
La canción fue versionada por los Ramones e incluida en su álbum de 1977 Leave Home, además de ser usada en su película de 1979 Rock 'n' Roll High School. La versión también ha sido incluida en numerosos ábumes recopilatorios de la banda, incluyendo All The Stuff (And More!) Volume 1 y Hey Ho! Let's Go: The Anthology.
La versión de los Ramones fue también usada en la banda sonora de la película jackass: The Movie e incluida en el álbum de la banda sonora. También fue usada en el episodio titulado This de la serie The X-Files, perteneciente a la undécima temporada.

## Otras versiones
- La actriz Annette Funicello realizó una versión del tema en 1963.
- The Crickets grabaron una versión que incluyeron el álbum The Crickets en 1964.
- La banda neoyorquina de The Dictators incluyeron su propia versión del tema en su álbum debut de 1975, Go Girl Crazy!.
- Bobby Fuller grabó una versión que incluyó en su álbum recopilatorio de 1996, El Paso Rock: Early Recordings Volume 3.
- Brendan Bowyer grabó "California Sun" como cara B de su sencillo de 1964 "Bless You for Being an Angel,".[7]
- Tommy James & the Shondells grabaron una versión de la canción para su álbum de 1967, I Think We're Alone Now.
- La canción es a menudo interpretada por el guitarrista Chris Isaak y su banda, Silvertone, con el batería Kenney Dale Johnson como vocalista y Chris Isaak tocando la batería.
- Frankie Avalon interpretó la película de 1987, Back to the Beach.
- Dave Alvin interpretó la canción junto a Los Straitjackets en el álbum de 2001 Sing Along With Los Straitjackets.[8]
- Fue usada en la película de 2007, Alvin y las ardillas en la escena en la que se pelean por el mando a distancia.
- The Offspring versionaron la canción (al estilo de los Ramones) durante la gira Days Go By Tour de 2013.[9][10]
- La banda británica Palma Violets realizó una versión que publicó como cara B de su sencillo "We Found Love".[11]
- La banda sueca Gyllene Tider grabó una versión en 1981 con letra en sueco bajo el título de Tylö Sun.
- Dick Dale grabó su versión en 1994 que incluyó en su álbum Unknown Territory para HighTone Records.
- Una versión de la canción, realizada por Brian Wilson, aparece en la película Jorge el curioso 2: Sigue a ese mono.
- Mike Love realizó una versión para su álbum de 2019 12 Sides of Summer.
- Bill Haley & His Comets grabaron una versión que incluyeron en el álbum de 1966 Whiskey a Go Go, bajo el título "Baja California Sun".